# Galium mexicanum
Galium mexicanum (лат.) — травянистое растение; вид рода Подмаренник (Galium) семейства Мареновые (Rubiaceae). Встречается в широком ареале от Британской Колумбии на юг до Эквадора.

## Подвиды
В настоящее время признано четыре подвида G. mexicanum:
- Galium mexicanum subsp. asperrimum (A.Gray) Dempster — от штата Вашингтон до северной Мексики
- Galium mexicanum subsp. asperulum (A.Gray) Dempster — Британская Колумбия, Монтана, Вашингтон, Орегон, Калифорния, Невада
- Galium mexicanum subsp. flexicum Dempster — Техас и Коауила
- Galium mexicanum subsp. mexicanum — от Техаса до Эквадора

## Описание
Galium mexicanum — слабоопушённое или гладкое травянистое растение. Листья растут в мутовках по 6-8 (реже до 10), эллиптические или узкоэллиптически-продолговатые, 0,5-2 см длиной и 0,1-0,3 см шириной, верхушка и основание острые, бумажистые. Цветки расположены по 2-3 в соцветиях, с цветоножками длиной 1-3 мм. Венчик белый или красный, длиной 1-1,5 мм, с треугольными лопастями. Сухие плоды диаметром 3 мм, от зелёного до чёрного цвета, с крючковатыми трихомами.

## Ареал и местообитание
G. mexicanum — редкий вид, встречающийся в прохладных влажных районах от юго-запада США до Панамы.

## Использование
Растение используется в Мексике в традиционной медицине.